# Мафія: Гра на виживання
«Мафія: Гра на виживання» — російський фантастичний фільм режисера Сарика Андреасяна і сценариста Андрія Гаврилова. Прем'єра фільму в  Росії відбулася 1 січня 2016 року.

## Сюжет
Дія відбувається в 2072 році в Москві. Гра  «Мафія» — це світовий феномен, зараз найпопулярніше телевізійне шоу коли-небудь. Щороку одинадцять безстрашних добровольців, представників усіх верств суспільства, збираються разом, щоб з'ясувати, хто невинний мирний житель, а хто безжальна Мафія. Гра, результат якої визначає, кому жити, а кому ні.
У грі присутній транслятор, у якому й гинуть учасники після візуалізації страху чергової жертви. У гру вступають такі гравці: Лука Сергійович (мільярдер), Ілля (хворий на рак), Кривий (в'язень), Іван (ув'язнений, несправедливо засуджений), Володимир (військовий офіцер), Катя (з дитбудинку), Лариса (алкоголічка), Кирило (відчайдушний сперечальник), Костянтин («провидець», працівник гри «Мафія»), Марія (колишня балерина), Петро (шанувальник Марії). Як приз ув'язнені отримують свободу, а інші — 1 мільярд рублів (на всіх переможців).
На початку комп'ютер розподіляє ролі так, що тільки сам гравець знає, хто він. Гравці діляться на мирних жителів (9 осіб) і мафію (2 людини). Гравці представляються, далі починається перше голосування мирних жителів, на якому вони повинні вибрати того, кого вважають мафією: 6 учасників голосують за Марію, мирного жителя. Марія боїться дощу, грози і блискавки і гине в трансляторі в лісі під час дощу від удару блискавки, стрибаючи зі скелі. У місті настає ніч. Вночі мафія вбиває Кривого (мирного жителя). Кривий боїться померти «лохом», вирушає в транслятор, перемагає на арені в жорстокому рукопашному бою кількох супротивників, спотикається, падає головою на арматуру і вмирає. Наступного деня на другому голосуванні жителів 6 учасників голосують за Петра, мирного жителя. Петро в дитинстві боявся води і в трансляторі гине в океані в оточенні акул. Після загибелі трьох мирних жителів поспіль починається позачергове голосування, на ньому 5 голосами вибирають Володимира, мирного жителя. У Володимира розвинувся поствоєнний синдром, він знову і знову переживає свої військові помилки, які обернулися загибеллю молодих призовників. У трансляторі Володимир переживає загибель свого загону на війні і сам гине в перестрілці. Вночі мафія вибирає Ларису (мирного жителя). Лариса зізнається, що під час суду Івана помилково свідчила проти нього. Лариса боїться висоти і польотів та гине в катастрофі літака в неприродно величезній турбулентності.
У черговому голосуванні мирних жителів учасники розходяться в думках, через що відбувається переголосування з минулого туру, на ньому 4 учасника (включаючи Костянтина) обирають Костянтина, мафію. Костянтин боїться померти від старості. У трансляторі він помирає старим, але каже, що змінив хід гри і мафії прийде кінець. Вночі мафія позбавляється від Івана. Іван боїться померти у в'язниці і в трансляторі його у в'язниці розстрілюють. У черговому голосуванні жителів 4 учасники не можуть нічого вирішити, час на голосування закінчується і комп'ютер випадковим чином вибирає жертву: Катя, мирний житель. Але Кирило, який за день до гри познайомився з Катею, вибирається з крісла, застрибує на крісло Каті і з нею відправляється в транслятор. У трансляторі вони спочатку зустрічаються зі страхами Каті: висотою, пустелею, зміями. Потім вони перемагають величезного тліючого монстра і потрапляють до кабінету організатора мафії. Далі за правилами з решти одного мирного жителя і однієї мафії перемагає мафія.
Організатор розповідає Кирилу і Каті свій план для цієї гри: він керував грою для більш видовищного фіналу і підвищення рейтингів гри, які після п'ятдесяти шести сезонів дуже сильно впали; Костянтин же пішов на гру, щоб її зруйнувати. Він зберігає життя Кирилу (мирний житель) і Каті. Фіналісти гри, Лука Сергійович (мирний житель) та Ілля (мафія, переможець), залишаються живими і повертаються додому. Наприкінці Кирило записується на наступну гру, щоб перемогти мафію.

## У ролях
| Актор                | Роль                                         |
| -------------------- | -------------------------------------------- |
| Віктор Вержбицький   | Верховний Організатор гри «Мафія»            |
| Юрій Чурсін          | Костянтин «провидець», працівник гри «Мафія» |
| В'ячеслав Разбєгаєв  | Володимир військовий офіцер                  |
| Ольга Тумайкіна      | Лариса алкоголічка                           |
| Андрій Чадов         | Ілля хворий на рак                           |
| Вадим Цаллаті        | Кирило відчайдушний сперечальник             |
| Віолетта Гетьманська | Катерина з дитбудинку                        |
| Наталя Рудова        | Марія колишня балерина                       |
| Євген Коряковский    | Петро шанувальник Марії                      |
| Олексій Гришин       | Кривий ув'язнений                            |
| Артем Сучков         | Іван ув'язнений, несправедливо засуджений    |
| Карен Бадалов        | психолог                                     |
| Всеволод Кузнєцов    | голос Ведучого                               |

## Відгуки та оцінки
Фільм був негативно зустрінутий пресою. Про нього писали: «Сарик з Enjoy Movies пробили навіть власне дно — безідейно, безпорадно і просто-напросто соромно» (КГ-Портал), „навіть за скромними мірками російського кіно результат виходить незадовільний“ (), «Діалоги складаються з такої жахливої банальності, що їх боляче і соромно слухати» («Кінокадр»). Серед небагатьох видань, які відгукнулися про фільм позитивно, був сайт Film.ru, який написав: «Завдяки своїй яскравій ідеї, якісному візуальному втіленню і динаміці картина гідна уваги глядачів».